# Адольф фон Беєр
Йоганн Фрідріх Вільгельм Адольф фон Беєр (нім. Johann Friedrich Wilhelm Adolf von Baeyer; 31 жовтня 1835, Берлін, Німеччина — 20 серпня 1917, Штарнберг, Німеччина) — німецький хімік-органік, лауреат Нобелівської премії з хімії 1905 року.

## Біографія
Німецький хімік Йоганн Фрідріх Вільгельм Адольф фон Беєр народився в Берліні. Він був старшим з п'яти дітей Йоганна Якоба Беєра і Євгенії (Хітціг) Беєр. Батько Беєра був офіцером прусської армії, автором опублікованих робіт з географії та заломлення світла в атмосфері, а мати — дочкою відомого юриста й історика Юліуса Едуарда Хітціга. У хлопчика рано виявився інтерес до хімії, а в 12-річному віці він зробив своє перше хімічне відкриття. Це була нова подвійна сіль — карбонат Купруму і Натрію. Закінчивши гімназію Фрідріха Вільгельма, Беєр в 1853 році вступив до Берлінського університету, де протягом двох наступних років займався вивченням математики і фізики.
Після року служби в армії Беєр став студентом Гайдельберзького університету і розпочав вивчати хімію під керівництвом Роберта Бунзена, який незадовго до цього винайшов лабораторний пальник, що назвали на його честь (пальник Бунзена). У Гейдельберзі Беєр зосередив свою увагу на фізичній хімії. Але після опублікування в 1857 році статті про хлорметан він так захопився органічною хімією, що починаючи з наступного року став працювати у Фрідріха Авґуста Кекуле, який займався структурною хімією, в його лабораторії в Гейдельберзі. Тут Беєр провів роботу з дослідження органічних сполук Арсену, за яку йому було присуджено докторський ступінь. З 1858 року протягом двох років він разом з Кекуле працював у Гентському університеті в Бельгії, а потім повернувся в Берлін, де читав лекції з хімії в берлінській Вищій технічній школі.
У 1875 році, після смерті Юстуса фон Лібіха, Беєр став спадкоємцем цього відомого хіміка-органіка, обійнявши посаду професора хімії в Мюнхенському університеті. Тут протягом більш ніж чотирьох десятиліть він був центром тяжіння безлічі обдарованих студентів. Більше 50 з них стали згодом університетськими викладачами.
Помер Беєр у своєму заміському будинку на Штарнберзькому озері, неподалік від Мюнхена, 20 серпня 1917 року.

## Наукова діяльність
Під впливом захопленості Кекуле структурою органічних сполук Беєр спочатку досліджував сечову кислоту, а починаючи з 1865 року — структурний склад індиго, який високо цінується в промисловості синього барвника. Свою назву індиго отримав від назви ім'я рослини, з якого його одержують. Ще в 1841 році французький хімік Огюст Лоран під час досліджень складної будови цієї речовини виділив ізатин — розчинну у воді кристалічну сполуку. Продовжуючи досліди, розпочаті Лораном, Беєр в 1866 році отримав ізатин, використавши нову технологію відновлення індиго нагріванням його з подрібненим цинком. Застосований Беєром спосіб дозволив проводити глибший структурний аналіз, ніж процес окиснення, здійснений Лораном.
Аналізуючи зворотний процес — отримання індиго окисненням ізатину, Беєр в 1870 році вперше зумів синтезувати індиго, зробивши, таким чином, можливим його промислове виробництво. Після того як в 1872 році Беєр переїхав до Страсбурга і зайняв місце професора хімії в Страсбурзькому університеті, він розпочав вивчення реакцій конденсації, у результаті яких вивільняється вода. Під час проведення реакцій конденсації таких груп сполук, як альдегіди та феноли, йому і його колегам вдалося виділити кілька барвників, що мають практичне значення, зокрема пігменти еозину, які він згодом синтезував.
Повернувшись до вивчення точної хімічної структури індиго, Беєр в 1883 році оголосив про результати своїх досліджень. Ця сполука, за його словами, складається з двох зв'язаних «стрижневих» молекул (їх він назвав індолом). Протягом 40 років створена Байером модель залишалася незмінною. Вона була переглянута тільки з появою досконалішої технології.

Структурна формула бензену

Вивчення барвників привело Беєра до дослідження бензену — вуглеводню, в молекулі якого 6 атомів Карбону утворюють кільце. Щодо природи зв'язків між цими атомами Карбону і розташування атомів Гідрогену всередині молекулярного кільця існувало багато теорій що змагалися між собою. Беєр, який за своїм складом був скоріше хіміком-експериментатором, ніж теоретиком, не прийняв ні одну з існуючих у той час теорій, а висунув свою власну — теорію «напруги». У ній учений стверджував, що через присутність інших атомів у молекулі зв'язку між атомами вуглецю знаходяться під напругою і що це напруга визначає не тільки форму молекули, але також і її стабільність. І хоча ця теорія одержала сьогодні трохи інше трактування, її суть, правильно схоплена Беєром, залишилася незмінною. Дослідження бензену привели Беєра також до розуміння того, що структура молекул бензольної групи ароматичних сполук, які називають гідроароматичними, є чимось середнім між кільцевим утворенням і структурою молекули аліфатичних вуглеводнів (без ароматичного кільця). Це зроблене ним відкриття не тільки вказувало на взаємозв'язок між даними трьома типами молекул, але й відкривало нові можливості для їх вивчення.
Ставши нобелівським лауреатом, Беєр продовжив дослідження молекулярної структури. Його праці з кисневим сполукам привели до відкриттів, що стосувалися валентності та основності Оксигену. Учений також займався вивченням зв'язку між молекулярною структурою і оптичними властивостями речовин, зокрема кольором.
Аж до свого виходу у відставку Беєр продовжував із захопленням займатися дослідницькою діяльністю. Попри те, що вчений одержував багато вигідних пропозицій від хімічних фірм, він відмовлявся займатися промисловим додатком своїх відкриттів і не отримував ніякого доходу від своєї роботи.

## Нагороди
У 1885 році в день 50-річчя Беєра, на знак визнання його заслуг перед Німеччиною вченому був подарований спадковий титул, що дав право ставити частку «фон» перед прізвищем. 1905 року Беєру була присуджена Нобелівська премія з хімії «за заслуги в розвитку органічної хімії і хімічної промисловості завдяки працям по органічних барвниках і гідроароматичних сполуках». Оскільки в цей час учений був хворий і не міг особисто бути присутнім на церемонії вручення премії, його представляв німецький посол. Беєр не вимовив Нобелівської лекції. Але ще в 1900 році, у статті, присвяченій історії синтезу індиго, він сказав: 
|  | Нарешті у мене на руках основна речовина для синтезу індиго, і я відчуваю таку ж радість, яку, ймовірно, відчував Еміль Фішер, коли він після 15 років роботи синтезував пурин — вихідну речовину для отримання сечової кислоти. |

У число нагород, отриманих Беєром, входила медаль Деві, яка присуджена Лондонським королівським товариством. Він був членом Берлінської академії наук, Німецького хімічного товариства, членом Геттінгенської академії наук.

## Родина
У 1868 році Беєр одружився з Адельгейдою Бендеман. У них народилися дочка і два сини.